# Gevresin
Gevresin é uma comuna francesa na região administrativa de Borgonha-Franco-Condado, no departamento de Doubs. Estende-se por uma área de 6,91 km². Em 2010 a comuna tinha 126 habitantes (densidade: 18,2 hab./km²).